# Sinalização de registro
A sinalização de registro transporta as informações de comutação da chamada telefônica (números telefônicos envolvidos, categoria, etc.)
Ocorre na forma analógica, por duplas de tons de áudio (como o DTMF de discagem por tons) com freqüências e durações especiais. 
Este tipo de sinalização é conhecido pela sigla MFC (Multi Freqüência Compelida). 
A duração das duplas de tons de cada sinal é variável, pois dado que é compelida um sinal emitido dura (por TX) até a chegada do sinal de resposta respectivo (por RX).
No Brasil a forma mais utilizada é a MFC Variante 5C.
No Brasil especifica-se esta sinalização no documento SDT 210.110.702 - Especificação de sinalização entre registradores para a rede nacional de telefonia via terrestre.
Os protocolos da sinalização estão explicitados no documento SDT 210.110.706 - protocolos de sinalização entre registradores para a rede nacional de telefonia.